# Déportation des Acadiens
La déportation des Acadiens est l'expropriation massive et la déportation des Acadiens, peuple francophone d'Amérique du Nord, entre 1755 et 1763. Elle prend place à la veille de la prise de possession par les Britanniques de la Nouvelle-France, durant le Grand Dérangement, et est souvent considérée comme synonyme de celui-ci. Les Acadiens sont déportés par les Britanniques, leurs maisons et leurs fermes sont incendiées, les familles séparées (pertes de vue entre proches, amis, conjoints, enfants…). Cette déportation constitue une des premières opérations de nettoyage ethnique de grande envergure, les groupes déportés auparavant étant plus restreints.
L'Acadie englobe l'isthme de Chignectou et comprend approximativement la Nouvelle-Écosse, le Nouveau-Brunswick et l'île-du-Prince-Édouard (autrefois l'isle Saint-Jean).
Les Acadiens sont déportés plus de quarante ans après la conquête d'une partie de leur territoire (traités d'Utrecht de 1713). Une majorité d'entre eux est envoyée dans des territoires britanniques, car considérés comme des « sujets indésirables de sa Majesté », malgré l'usage qui était de reconduire les populations conquises dans leur patrie d'origine (colonies ou métropole) – en l’occurrence la France. 
La déportation des Acadiens s'effectue principalement lors de l'année 1755, bien que des déplacements aient été organisés jusqu'à la fin de la guerre de Sept Ans en 1763. Des 18 000 habitants de l'Acadie, plus de 12 000 sont déportés, et parmi ceux-ci environ 8 000 meurent avant d'arriver à destination à cause des épidémies, du froid, de la malnutrition ou des naufrages. Parmi les survivants, beaucoup poursuivent leurs pérégrinations pendant plusieurs années ou décennies avant de retrouver une terre où s'installer. Cela explique que les Acadiens et leurs descendants vivent aujourd'hui dans des régions du globe très différentes : Canada (Acadie, Québec), Saint-Pierre-et-Miquelon, côte est des États-Unis, Louisiane (les Cadiens), Antilles, Royaume-Uni, France, et jusqu'aux îles Malouines.

## Histoire

### Avant la déportation

#### Avant la guerre civile acadienne
Les premiers colons installés sur Cap de Sable et Cap-Noir furent des Acadiens de Port-Royal, en 1620 . Charles de la Tour a colonisé Cap de Sable, lui donnant son nom actuel et y fit construire un poste fortifié en 1623, qu'il appela fort Lomeron, en honneur de David Lomeron, qui fut son agent en France. Le poste fut par la suite renommé fort Saint-Louis, selon les écrits de Samuel de Champlain, où on mit la terre en culture et noua d'importants liens commerciaux avec les Micmacs.
Après la prise de Québec par David Kirke en 1629, le Cap de Sable était le seul établissement resté aux mains des Français en Amérique du Nord. Soutenant les Écossais, Claude de la Tour essaye de convaincre son fils Charles de la Tour de changer d'allégeance et assiège sans succès fort Saint-Louis puis rentre humilié à Port Royal tandis que Charles devient lieutenant-général de l'Acadie.

#### Guerre civile acadienne

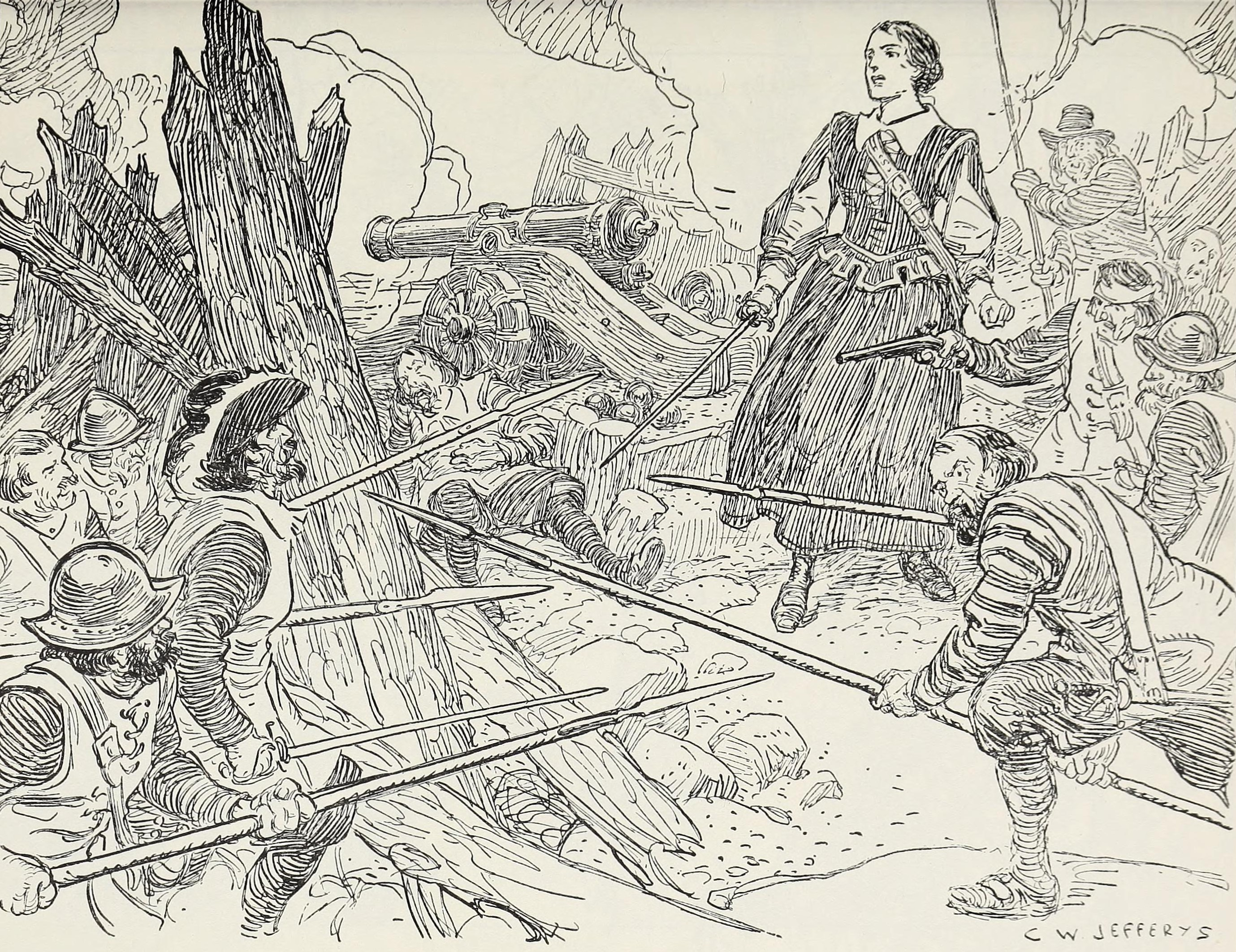
Françoise-Marie Jacquelin défendant le fort Saint-Jean contre D'Aulnay, par Charles William Jefferys.

La mort de Razilly, survenue en 1636, provoque une dispute entre Charles de Menou d'Aulnay de Charnizay  et Charles de Saint-Étienne de la Tour. D'Aulnay de Charnizay ramène la capitale à Port-Royal et déclenche une guerre civile contre La Tour. Tous deux s'adressent au roi à plusieurs reprises pour faire trancher les limites de leur territoire respectif ; la décision rendue confond les deux territoires — preuve de la faible connaissance géographique de l'Acadie — et ne règle pas leur querelle. D'Aulnay de Charnizay et La Tour concluent des ententes avec le Massachusetts mais les Anglais évitent d'être trop impliqués dans le conflit.
La mort accidentelle de D'Aulnay en 1650 engendre une guerre de succession entre Emmanuel Le Borgne, Charles de Saint-Étienne de la Tour et Nicolas Denys. Le Borgne était le principal créancier de la famille D'Aulnay mais n'arrive pas à s'entendre sur la succession. En 1652, il s'empare de Port-Royal, où se trouvent les intérêts de la famille D'Aulnay, et attaque les établissements de ses rivaux, dont La Hève, Pentagouët et Havre-Saint-Pierre. La Tour épouse la veuve de D'Aulnay de Charnizay à la fois pour tenter de réconcilier les deux familles, de rétablir la paix et pour reprendre ses possessions. En 1654, Denys obtient une concession comprenant le golfe du Saint-Laurent entre le Canceaux et Gaspé.

#### Arrivée des protestants dans les années 1680
Plusieurs Français protestants, qui, après la déportation de 1755, s'assimileront aux catholiques, se sont installés dans les régions de Beaubassin et Grand-Pré, découvertes en 1681, où ils deviendront des « défricheurs d'eau » en utilisant des « aboiteaux », technique empruntée aux Néerlandais pour assécher une partie du marais poitevin, ce qui leur permit de gagner sur la mer ou les rivières des terres fertiles.
En 1701, la population acadienne atteignait 1300 habitants dont un peu moins de la moitié à Port-Royal. Il y en avait 189 à Beaubassin, 400 aux Mines, 150 à Richibouctou, les autres étant dispersés en petits groupes au Cap-Sable, à La Hève, à Canceau.  

#### Après le Traité d'Utrecht de 1713
Le traité d'Utrecht, signé en 1713, concède à la Grande-Bretagne la partie la plus peuplée de l'Acadie. Plus de 1 700 habitants deviennent des sujets britanniques. Quatre cents soldats britanniques restent sur place et un gouvernement militaire évite à la Grande-Bretagne de devoir créer une législature à majorité acadienne. La partie cédée à la Grande-Bretagne prend le nom de Nouvelle-Écosse. La France conserve l'Île Royale (aujourd'hui Île du Cap-Breton). Les Acadiens tentent de demeurer « neutres » dans les conflits entre les deux métropoles et refusent de prêter au roi de Grande-Bretagne le serment d'allégeance qu'exigent les autorités coloniales. 
Cependant, la « paix » franco-britannique est toute relative dans cette région de l'Amérique. La guérilla amérindienne, alliée à la France, est constante, comme la capture de cent navires par les Micmacs et les Malécites entre 1713 et 1760 en témoigne. Le gouverneur Richard Phillips reconnaît néanmoins le droit naturel des Acadiens de ne pas avoir à combattre leurs alliés amérindiens.
Dès 1720, les premiers plans de la déportation massive sont dessinés. Le 28 décembre 1720, à Londres, les Lords of boards[Qui ?] ont écrit : « Il nous semble que les Français de la Nouvelle-Écosse ne seront jamais de bons sujets de Sa Majesté... C'est pourquoi nous pensons qu'ils devront être expulsés aussitôt que les forces que nous avons dessein de vous envoyer seront arrivées en Nouvelle-Écosse. »
La population acadienne passe de 1 700 en 1713 à plus de 15 000 en 1755. Cependant, les colons britanniques qui affluent après la fondation d'Halifax en 1749 convoitent les terres des Acadiens et réclament une Chambre d'Assemblée, comme c'est la règle dans les colonies britanniques, ce que la Couronne n'est pas prête à accorder à une population majoritairement francophone et catholique.

### Crise et déportation

Acadie (1754)

En 1754, la crise éclate avec le début de la 4e guerre intercoloniale (French and Indian War en anglais). Le conflit commence avec des victoires françaises dans la vallée de l'Ohio. La panique gagne les colonies britanniques. Charles Lawrence devient gouverneur et commandant en chef de la Nouvelle-Écosse. Il discute avec William Shirley, gouverneur du Massachusetts, de la possibilité d'obtenir des renforts et de remplacer les Acadiens par des colons anglo-américains. Lawrence obtint ainsi environ 2 000 miliciens recrutés en Nouvelle-Angleterre, dont beaucoup au Massachusetts.
De cette façon, il ne mettait pas à contribution les garnisons britanniques de l'Acadie, qui, plus professionnelles et connaissant bien les Acadiens, risquaient de prendre davantage parti pour la population. Les miliciens coloniaux britanniques avaient, au contraire, développé depuis longtemps des sentiments de haine à l'égard des Acadiens et de leurs alliés, les « Sauvages », c'est-à-dire les Amérindiens (Malécites, Micmacs, etc.). Ils étaient donc plus enclins à commettre toutes les exactions possibles à leur égard. Le terme anglais de vermin servait ainsi souvent à les désigner.
En 1755, 1 800 soldats de la Nouvelle-Angleterre arrivent en Nouvelle-Écosse. Ce débarquement est suivi de la prise des forts français par le général Robert Monckton. Lawrence confisque les armes et les embarcations des Acadiens. Il prit également soin de faire arrêter tous les prêtres ou missionnaires catholiques en exercice et les avait fait conduire sous bonne escorte jusqu'à Halifax pour être expédiés comme prisonniers de guerre en Angleterre. Les Acadiens n'avaient donc plus leurs prêtres pour les conseiller. En juin, il rencontre des délégués acadiens et exige d'eux un nouveau serment d'allégeance inconditionnel en échange du retour des armes. Les Acadiens refusent. De toute manière, le sort des « Français de la Nouvelle-Écosse » (French of Nova Scotia en anglais) était décidé, serment d'allégeance ou pas, car les Britanniques n'en avaient plus besoin pour nourrir la garnison, les colons anglophones étant désormais suffisamment nombreux pour accomplir la besogne.
Lawrence décrète la déportation des Acadiens le 28 juillet 1755 en commençant par ceux de l'isthme où est situé le fort Beauséjour, l'actuel isthme de Chignectou, puisqu'ils avaient pris les armes qui leur restaient. De plus, il suggéra de répartir les Acadiens dans différentes colonies britanniques où ils seraient en minorité et seraient soumis aux travaux forcés. Ainsi, les Britanniques pourraient prendre les fermes et les terres des Acadiens, qui étaient généralement les plus fertiles de la Nouvelle-Écosse ainsi que les 100 000 bovins, moutons, porcs et chevaux que les Acadiens possédaient. De plus, tous les Acadiens devaient être déportés sans exception, il ne leur était même plus permis de porter un serment absolu à la Couronne britannique.
Après la victoire dans la bataille de Fort Beauséjour et la prise de fort Gaspareaux, en juin 1755, Lawrence ordonne aux commandants de Beaubassin, Pisiquid et Annapolis Royal d'attirer les hommes français de leurs districts respectifs au fort ou à l'église locale pour que les « instructions du roi » leur soient communiquées ; une fois sur place, ils étaient encerclés, puis arrêtés et détenus dans des bateaux. Ils allaient être déportés à l'extérieur de la province et leurs possessions allaient être confisquées par Sa Majesté. Des navires, principalement en provenance du Massachusetts, venient les chercher. En attendant les bateaux, les femmes et les enfants restaient chez eux et devaient fournir de la nourriture aux soldats et aux prisonniers, mais certains d'entre eux furent tués sans nécessité. Les déportés sont divisés par groupes d'âge et de sexe, puis embarqués sur les navires où l'on prenait soin de démembrer les familles, ce que la proclamation du 5 septembre 1755 interdisait en théorie. Le général Monckton était responsable de faire embarquer les Acadiens de la région du fort Beauséjour, John Winslow à Grand-Pré et Alexander Murray[Lequel ?] à Pisiguit et à Cobeguit.
Le commandant John Handfield était responsable de l'embarquement des Acadiens à Port-Royal. Cependant, ce dernier qui avait épousé une Acadienne, ne suit pas l'ordre mais attend novembre, soit trois mois plus tard, pour déporter les Acadiens. Il ne sépare pas les familles. On pense que 20 % de la population d'Annapolis Royal a pu s'échapper. Les Acadiens qui s'échappaient étaient chassés et souvent fusillés lorsqu'ils étaient retrouvés. De plus, la vie leur était difficile puisqu'ils devaient errer sans résidence et sans nourriture. À cause du froid et du manque de vivres, la survie n'était pas assurée, même pour ceux qui avaient trouvé refuge. Ainsi, on estime que près de 500 Acadiens moururent à l'hiver 1758 au camp de Boishébert. Par ailleurs, des Acadiens réussirent à regagner des territoires français, notamment en Acadie continentale (aujourd'hui Nouveau-Brunswick).

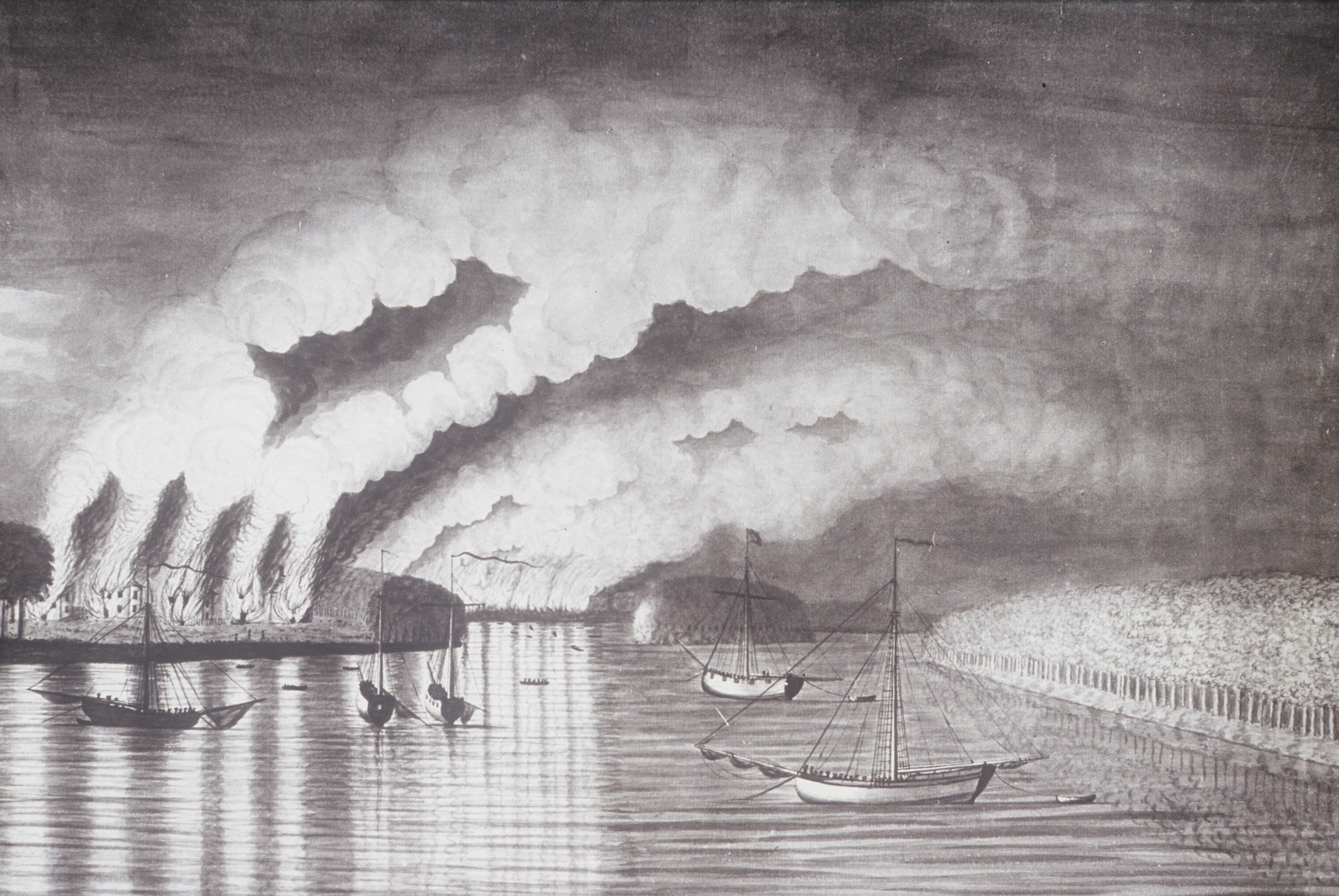
Vue du pillage et de l'incendie de la cité de Grimrose, la seule représentation contemporaine connue de la déportation des Acadiens, par Thomas Davies, 1758.

Finalement, c'est l'embarquement de Grand-Pré qui fut le plus mené à bien par les Britanniques. Sept à huit mille Français furent ainsi déportés.
Les Britanniques éparpillent les Acadiens le long de la côte atlantique. Les déportés y arrivent sans avoir été annoncés aux autorités locales, qui les considèrent comme une possible menace. Les déportés connaîtront des sorts divers. La Virginie et la Caroline du Nord refusent les 1 500 Français, qui restent à bord des bateaux ou sur les plages jusqu'en mai 1756, moment où ils sont expulsés vers l'Angleterre. La traversée est difficile. Après trois mois de navigation, les survivants arrivent en Angleterre, où ils sont très mal reçus.

### Suites immédiates de la déportation

#### Angleterre et France, réfugiés dans les ports
Plus de 3 000 Français et Acadiens sont expédiés dans les ports de France et d'Angleterre, dont plus de 1 600 périssent durant la traversée.
Les 1 226 Acadiens survivants sont répartis en quatre groupes, 336 à Liverpool, 340 à Southampton, 300 à Bristol, 250 à Penryn (près de Falmouth). Commence alors pour eux une détention qui durera sept années.
On sait peu de choses sur les conditions de vie de ces Français. À Southampton, ils vivent dans des baraquements sur les quais ; à Liverpool, ils logent dans les ruines d'ateliers de potiers ; à Bristol, où personne ne les attend, ils restent trois jours et trois nuits sur les quais avant d'être parqués dans une vieille bâtisse ; à Falmouth, ils sont un peu mieux traités, des jeunes trouvent même du travail. Ils reçoivent, comme prisonniers de guerre, une somme de six sols par jour avec l'obligation de subvenir à leurs besoins.
Pendant tout leur séjour, le gouvernement britannique essaie par tous les moyens de les faire devenir sujets britanniques mais sans résultat. En janvier 1763, il ne reste en Angleterre que 866 personnes sur les 1 226 débarquées, et de plus, il y a eu quelques naissances. Louis XV et Choiseul les font libérer en leur promettant des secours et leur installation en France et surtout en remboursant aux Britanniques leurs dettes et une partie de leur solde. Ils les rapatrient ensuite en France.

#### Caroline du Sud
En Caroline du Sud, une importante communauté de Huguenots est paniquée à l'arrivée des « papistes ». On les force à rester à bord des navires surpeuplés. Une trentaine réussissent à s'évader. En 1756, on organise une campagne de financement pour payer leur retour vers la Nouvelle-Écosse. Ils rejoindront les partisans de Boishébert, en lutte contre les Britanniques.

#### Géorgie
En Géorgie, colonie pénitentiaire, ils sont d'abord complètement ignorés et livrés à eux-mêmes, puis tous arrêtés en 1756. En 1763, on leur donne 18 mois pour partir. La plupart émigreront à Saint-Domingue.

#### Île-du-Prince-Edouard
Les quelques milliers d'Acadiens qui habitent aujourd'hui l'Île du Prince-Édouard sont les descendants des familles qui y sont revenues après 1764 après avoir transité par l'Angleterre, puis par la France, avant d'aboutir à l'île. En 1768, le recensement indiquait 63 Britanniques et 203 Acadiens vivant à Havre-Saint-Pierre, Tracadie, Rustico et Malpèque, ou dans les environs.

#### Nouvelle-Angleterre
Le New Jersey refuse de recevoir des Acadiens. À New York, on les parque à Staten Island et à Long Island. Environ un tiers sont employés comme indentured servants (servitude à contrat d'une durée limitée). Plusieurs s'évaderont. Finalement, les prisonniers partiront pour Saint-Domingue après le Traité de Paris.
Au Connecticut, ils sont gardés sous surveillance, puis expédiés vers Saint-Domingue en 1763. En 1767, un certain nombre s'installent au Nouveau-Brunswick.
Au moins 2 000 Acadiens arrivent au Massachusetts où une épidémie de variole les décime. Ils ne reçoivent aucune assistance du gouvernement local. Leurs enfants sont arrachés de leurs familles pour être distribués chez les colons britanniques dans diverses régions du Massachusetts. En 1756, on les engage comme indentured servants. On interdit aux navires de les engager comme marins. En 1757, on leur interdit de quitter les villes où ils sont assignés à résidence. En 1763, certains partent pour Saint-Domingue, mais la majorité pour le Canada.

#### Nouveau-Brunswick
Environ 3 500 Acadiens se réfugient en « Acadie française », le long du fleuve Saint-Jean et de la rivière Miramichi (Nouveau-Brunswick actuel) sous la direction de l'abbé François Le Guerne. Beaucoup d'entre eux meurent de faim et de froid durant l'hiver 1756-1757, vu l'impossibilité de pratiquer les industries traditionnelles (pêche, agriculture) pendant la guerre. De plus, entre 1756 et 1758, les autorités de la Nouvelle-Écosse offrent des primes pour les prisonniers acadiens et, moins officiellement, pour leurs scalps. Tous ces camps de réfugiés sont détruits par l'avance des troupes britanniques dans les années qui suivent.

#### Nouvelle-Écosse
Pour les Acadiens qui réussirent à revenir en Acadie plusieurs années après la déportation, leurs droits politiques leur seront refusés jusque dans les années 1830. Pour d'autres, qui deviendront les Cadiens, la colonie, à ce moment espagnole, de la Louisiane, deviendra une nouvelle terre de regroupement.

#### MarylandetPennsylvanie
Au Maryland et en Pennsylvanie, on les emploie à divers travaux serviles. Aucun logement ni nourriture ne sont fournis. En 1756, la législature du Maryland adopte une loi qui prévoit la prison pour ceux qui n'ont pas d'emploi. À la frontière ouest, les troupes reçoivent l'ordre de tirer à vue sur ceux qui tenteraient de quitter la colonie. Tout Acadien qui désire s'éloigner de plus de 16 km de sa résidence doit avoir un passeport.
En Pennsylvanie également, le gouverneur Morris place les arrivants sous garde armée. Ils sont décimés par les maladies infectieuses et mis en quarantaine. Confiés aux county townships (juridictions locales) sous la direction du warden of the poor (« Gardien des pauvres », magistrat chargé de s'occuper des indigents), ils s'assemblent dans un bidonville de Philadelphie. On leur refuse du travail, mais on force leurs enfants à fréquenter les écoles anglophones. En 1763, les Acadiens du Maryland et de la Pennsylvanie partent pour la Louisiane. Certains s'arrêteront à Saint-Domingue (aujourd'hui Haïti) où le gouverneur comte d'Estaing les met aux travaux forcés pour la construction d'une forteresse.

#### Virginie
En Virginie, la colonie refuse platement de recevoir les 1 500 Acadiens, qui sont donc expédiés en Angleterre. Ils furent détenus un certain temps à Williamsburg, où une épidémie s'était propagée parmi eux. Ils moururent par centaines avant de partir pour l'Angleterre.

### Pérégrinations acadiennes
Lorsque, à partir de 1768, le roi de France projette d'établir dans plusieurs régions de France des Acadiens rapatriés du Canada, son ministre des mines, défrichements et dessêchements Henri Bertin, ex-directeur du bureau d’agriculture, confie au marquis Louis-Nicolas de Pérusse des Cars (1724-1795), militant enthousiaste des idées des physiocrates, la mission de recourir aux familles acadiennes oubliées depuis des années dans les ports atlantiques. 
Ce schéma a été évoqué dans un mémoire de janvier 1772 et en réalité très probablement débattu en juillet ou septembre de la même année au Conseil du roi . On propose alors en septembre à plusieurs députés acadiens de Bretagne, Alexandre Trahan, Pierre Henry et Alexandre Bourg, accompagnés de l'abbé Le Loutre, qui fut envoyé en Acadie dès 1738 dans un territoire alors déjà sous contrôle britanniques depuis trente ans, puis y avait a mené la résistance à la construction de forts britanniques dans les villages acadiens, de visiter les terres du marquis  à proximité d'Archigny et de Monthoiron. L’abbé meurt cependant en cours de route. 
Au début octobre 1772, les Acadiens refusent  son offre et déplorent des terrains qui leur « paraissent très ingrats » , voire insalubres en raison des eaux stagnantes .
En 1772, le commissaire de la Marine à Saint-Malo intercepte une lettre de Jersey préconisant aux Acadiens de retourner dans les colonies britanniques d’Amérique du Nord. Des négociations avec le ministère de la Marine et le comte de la Marche pour installer 80 familles acadiennes en Corse échouent  en raison de la complexité du projet. 
Ce projet est cependant réactivé dans la probable idée d'un regroupement de tous les Acadiens, deux rapports le mentionnant, ce qui permet au projet poitevin d'être accepté par le ministre des Finances en mai 1773  et d'installer en 1773 une colonie sur les terres poitevines, où depuis 1755 le Marquis de Pérusse avait lancé des expériences de cultures de trèfle et de prairies artificielles, via des défrichement, amplifiés depuis 1762 par l'arrivée d'Allemands qualifiés, mais sans le succès attendu. Un deuxième établissement, acadien cette fois, prend place, mais avec finalement seulement 58 maisons en ardoises et bois, avec grange, étable et grenier, faute de temps et d'argent, sur les 150 prévues d'un ensemble baptisé "Ligne acadienne", composé de cinq villages de 30 fermes chacun pour accueillir 1 500 personnes, sur cinq communes: Monthoiron, Archigny, Cenan, La Puye et St Pierre de Maillé. 
Dès juillet 1774, cependant, la petite ville de Châtellerault centralise à elle seule 362 familles acadiennes, totalisant 1 472 personnes. Il y a notamment quelques fermes occupées par 15 familles, mais la plupart vivent à Châtellerault, dans son faubourg de Chateauneuf, ou au Château de Marsujean, l'Abbaye de l'Étoile, Chauvigny et à Leigné-les-Bois. Un total de 58 enfants y sont baptisés entre 1774 et 1775.
Le commissaire Lemoyne lance une tournée des ports du royaume où sont réfugiés des Acadiens et un recensement général de leurs compétences .
Les mesures prises pour établir les Acadiens à Belle-Île ont généré des problèmes . Les inconvénients d'un trop grand rassemblement d’Acadiens sont débattus . Le commissaire Guillot écrit notamment au Marquis de Pérusse en octobre 1772 pour déplorer que les 1800 réfugiés de la région de Saint-Malo, « commencent à faire corps, ce qui est un mal, car de là naissent les comités, les réflexions, etc. » .
Une école d’agriculture y est créée pour « ces hommes habitués à celui de la mer », supervisée par l'agronome et journaliste André Sarcey de Sutières, pressenti dès le début par le Marquis. Mais nombre d'arrivants sont des vieillards, femmes et enfants. Les paysans d'alentour, « écrasés d'impôts » les jalousent et eux-mêmesregrettent de devoir être à charge de l’État. Quelques « meneurs » acadiens veulent surtout rejoindre la Louisiane, y parvenant après une bonne dizaine d’années, via en 1776 un départ massif par la Vienne et la Loire vers Nantes en laissant des traces sur les listes d'embarquement, quelques familles préférant cependant rester, obtenant du Marquis de Pérusse des Cars un titre de propriété, à Archigny, où un musée sera consacré à cette colonie au XXe siècle, dans une de la trentaine de fermes encore debout. Ces titres sont finalement délivrés après « vingt ans d'attente et de discussions », en pleine "Terreur", inspirant plus tard "Anne d'Acadie", un roman historique canadien, tandis qu'un secours financier voté par l'Assemblée Nationale le 25 février 1791 leur est versé en 1797.

### Installation des Acadiens à Belle-Île-en-Mer
Un peu à la manière de l'Acadie, Belle-Île-en-Mer était occupée par les Britanniques, mais le traité de Paris (10 février 1763), qui donnait le Canada aux Britanniques, a permis à la France de récupérer Belle-Île le 11 avril 1763. Un mois plus tard les Acadiens prisonniers en Grande-Bretagne sont libérés et viennent grossir le nombre des réfugiés dans les ports français.
Plusieurs projets d'installation des Acadiens sont proposés, dont celui de Belle-Île (8 ans avant le projet poitevin). Dès juillet 1763, trois chefs de famille acadiens, Honoré Le Blanc, Joseph Trahan et Simon Granger, se rendent à Belle-Île, afin de juger de la possibilité d'une implantation sur cette île bretonne. Le baron Richard-Auguste de Warren, gouverneur de l'île juge ce premier contact positif, « ils ont paru très contents de ma réception et s'en sont retournés le 27. Comme ils sont gens fort industrieux et habiles cultivateurs, je serais enchanté de les voir arriver : ce serait un bon boulevard contre ceux qui les ont maltraités. »
Mais tout n'est pas si rose : les Acadiens, soutenus par l'abbé Le Loutre, veulent rester groupés sur l'île dans une même paroisse, ce qui n'est pas du goût de Warren qui veut au contraire les disperser sur l'ensemble du territoire « afin que tous les habitants ne fassent qu'un seul esprit et qu'un même peuple ». L'abbé Le Loutre, qui a participé à cette première visite, prend les affaires en main et en janvier, il annonce à de Warren qu'il a trouvé 77 familles déterminées à s'installer sur l'île. Mais les affaires traînent en longueur, les habitants de l'île ne sont pas très heureux de voir débarquer ces réfugiés, rien n'est prêt, il manque des maisons, il faut commander des chariots, des charrues, du bois, des bœufs, des vaches… C'est l'abbé Le Loutre qui gère tout cela.
En septembre 1765, Granger et Le Blanc sont chargés de préparer l'hébergement des 77 familles, les premières arrivent le 22 septembre, d'autres le 1er octobre, puis le 18 et enfin le 30 octobre. Elles sont logées provisoirement dans « les grands magasins aux avoines » qui sont une halle. Les Acadiens participent aux travaux de construction des maisons, certains, qui étaient marins, embarquent avec des patrons pêcheurs du pays.
Pour arriver à un partage des terres équitable qui tient compte de la composition des familles, de l'origine, de la parenté, des affinités, un inspecteur, nommé Isambert, a imaginé un système original avec des « lotties » et des « brigades ». Les lotties sont des lots de terres bien précis et numérotés ; les brigades, au nombre de 13, sont constituées de 6 familles, chacune dotée d'un « chef de brigade » chargé de tirer au sort la lottie attribuée à chacune des brigades.

### Transit par Nantes

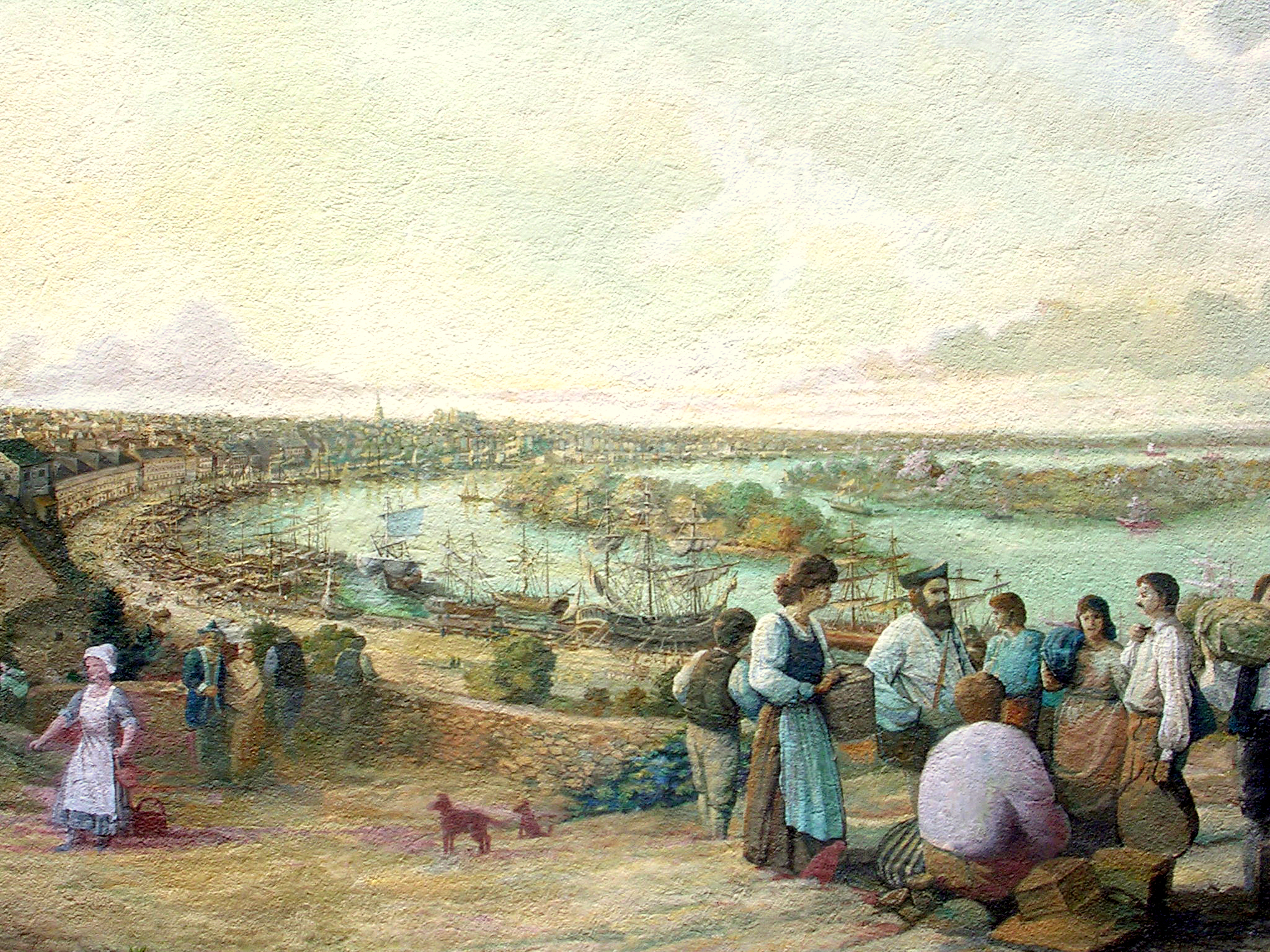
Mémorial des Acadiens de Nantes

Lors de leur déportation en 1755, de nombreux Acadiens, alors détenus en Angleterre, furent envoyés en France, espérant avant tout repartir pour le Nouveau Monde. Dans l'attente d'un embarquement pour la Louisiane, certains patientèrent en Bretagne et dans le Poitou. Chantenay, aujourd'hui quartier nantais, devint ainsi pendant 10 ans, de 1775 à 1785, un lieu de transit pour ces réfugiés, à proximité immédiate du port de Nantes. Certains s'y fixent définitivement et y font souche.

### AuXXIesiècle

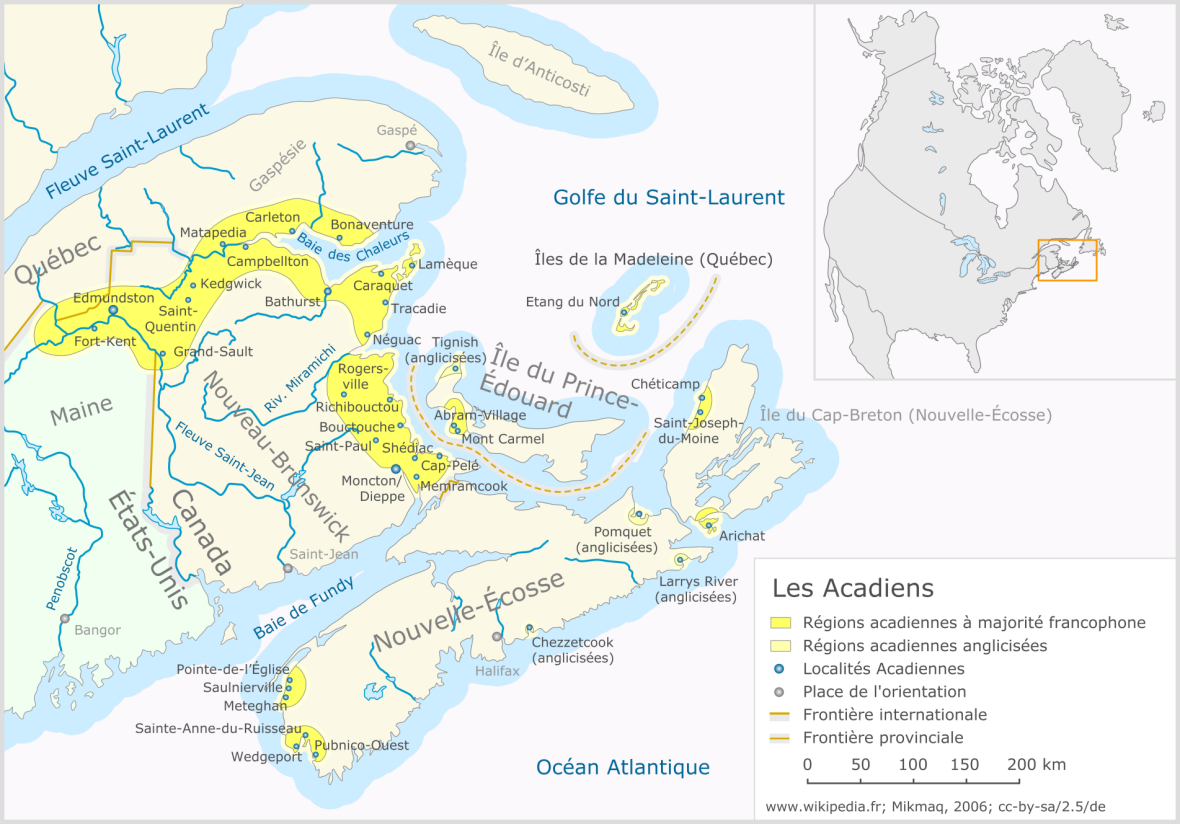
Répartition des Acadiens.

La majorité des populations se qualifiant d'acadienne se trouvent aujourd'hui au Nouveau-Brunswick, en Nouvelle-Écosse, à l'Île-du-Prince-Édouard, aux îles de la Madeleine et en Gaspésie (Québec), à Terre-Neuve-et-Labrador, dans le Maine (États-Unis), en Louisiane et à Saint-Pierre-et-Miquelon.
Des historiens américains estiment que, sur une population totale évaluée entre 12 000 et 18 000 Acadiens en 1755, de 7 500 à 9 000 périrent entre 1755 et 1763, soit des effets de la déportation, soit en tentant d'y échapper.
L'épisode de la déportation des Acadiens ne fait pas l'unanimité au Canada. Si la déportation est perçue comme une tragédie par les Acadiens et les Québécois, il n'en est pas ainsi au Canada anglais. Au lieu de l'appeler « Déportation des Acadiens », les expressions anglaises Expulsion of the Acadians, Great Upheaval (bouleversement) ou Great Expulsion sont davantage utilisées.
Une demande officielle d'un député d'ascendance acadienne du Bloc québécois, Stéphane Bergeron, a été déposée pour qu'il y ait reconnaissance par la couronne britannique de la déportation des Acadiens. Le gouverneur général du Canada, l'institution représentant aujourd'hui la couronne canadienne au pays mais qui, avant le Statut de Westminster de 1931, représentait la couronne britannique, a pour sa part reconnu la Déportation des Acadiens. En décembre 2003, la gouverneure générale Adrienne Clarkson a reconnu le drame humain de la déportation, mais sans offrir d'excuses formelles. Depuis, le 28 juillet est le jour de commémoration du Grand Dérangement. Une autre commémoration a lieu le 13 décembre, le Jour du Souvenir acadien rappelant le bateau Duke William qui coula en 1758.

## Littérature
- Le Feu du Mauvais Temps, roman de Claude Le Bouthiller, roman sur la résistance obstinée des Acadiens, principalement dans la Baye des Chaleurs.

- Pélagie-la-Charrette, roman d'Antonine Maillet, raconte le bouleversement qu'a subi l'Acadie lors de la Déportation.
- Evangéline, poème épique en anglais de l'Américain Longfellow, raconte l'histoire de deux amants acadiens séparés par la déportation, mais réunis par leur amour. Cette histoire a donné naissance à la chanson du même titre.
- Acadie, hier et aujourd'hui, de Phil Comeau, Warren Perrin & Mary Perrin, essaie de 55 auteurs de la diaspora acadienne, 2014, Andrepont Publishing. Prix France-Acadie 2015.
- Acadie, terre promise et Retour en Acadie, de Alain Dubos, roman historique, 2003, éditions Sud Lointain. 2 romans sur l'histoire de l'Acadie, de 1690 à 1786.
- Le Saule de Grand-Pré, de René Verville (Fidès, 2001), est un roman historique qui reconstitue presque jour après jour ce qu'ont vécu un ancêtre de l'auteur et les quelques centaines de familles de la région de Grand-Pré au cours de la déportation.
- Jacques et Marie, roman de Napoléon Bourassa, Montréal, Ed. Sénécal, 1866
- Évangéline & Gabriel, de Pauline Gill, 2007, Lanctôt,
- Au cœur de la Nouvelle France, tome II, l'Histoire des Acadiens au chapitre « l'Acadie » de Marie-Hélène Morot-Sir, juillet 2011.
- Marie Labasque, de Micheline Dalpé, paru en 2008 aux éditions Au Pied de la lettre et en 2014 à Les Éditions Coup d'œil

## Musique
- 1755 (groupe)
- Grand Dérangement (groupe)

Les groupes de rock acadiens 1755 (du Nouveau-Brunswick) et Grand Dérangement (de Nouvelle-Écosse) s'inspirent de cette époque historique, tant par leur nom que par une partie de leurs chansons. La chanson Plane un aigle de Grand Dérangement raconte, par exemple, la façon dont les autochtones Micmacs de Nouvelle-Écosse ont accueilli des Acadiens dans leurs tribus et les ont cachés des Anglais.

## Cinéma
- Phil Comeau, Racines, diaspora & guerre (2023)[32], Belle-Ile en Acadie (2019)[33], Belle-Ile-en-Mer, île bretonne et acadienne (2016)[34], Zachary Richard, toujours batailleur (2016)[35], Les Acadiens du Québec (2011, série)[36].
- L'Acadie, l'Acadie?!?, Pierre Perrault, ONF, 1971.

### Filmographie
- Phil Comeau, Racines, diaspora & guerre (2023), Belle-Ile en Acadie (2019), Belle-Ile-en-Mer, île bretonne et acadienne (2016), Zachary Richard, toujours batailleur (2016), Les Acadiens du Québec (2011, série).
- Pierre Gauvreau, Le Grand dérangement, Office de radio-télédiffusion du Québec, 1977, 3 vidéocassettes (116 min).
- Léonard Forest, Les Acadiens de la dispersion : une histoire des Acadiens racontée par eux-mêmes, Office national du film, 1968, (118 min).